# ЖОК Визура
ЖОК Визура је српски женски одбојкашки клуб из Београда.

## Историја

### Визура
Женски одбојкашки клуб Визура је основан 2003. године. Након што се у августу 2004. године фузионисала са одбојкашким клубом Младост из Земуна стекла је право да се такмичи у Прву Б лигу. Пласман у Суперлигу Србије изборили су у сезони 2008/09 и од тада нису испадали.
Најбољи пласман у Суперлиги Србије остварили су у сезони 2010/11. када су стигли до финала где су поражени од Црвене звезде. У Купу су три пута играли у финалу, у сезонама 2010/11, 2012/13. и 2013/14, али су оба пута поражене од Црвене звезде.

### Партизан Визура
На крају сезоне 2012/13, донета је одлука о фузионисању Визуре и Партизана и одлучено је да у сезони 2013/14. клуб носи име Партизан Визура. Уговор су потписали председник мушке екипе Партизана Ненад Голијанин и председник Визуре Зоран Радојичић. Одлучено је да клуб постане део Спортског друштва Партизан (ЈСД Партизан), да седиште буде у Хумској и да одбојкашице носе црно-беле дресове.
На почетку сезоне за тренера је доведен некадашњи тренер Јединства и Поштара Дарко Закоч. Већ после првог званичног меча под овим именом клуб је освојио први трофеј. У мечу Суперкупа, Партизан Визура је победио Црвену звезду са 3:0. Као круна сезоне стигло је освајање шампионске титуле након тријумфа над вечитим ривалом Црвеном звездом у финалу плеј-офа и то са 3:0 у победама. Била је ово прва шампионска титула за Визуру али се истовремено рачунала и као 9. титула за црно-беле пошто је клуб тада био члан ЈСД Партизан.

### Визура
Након годину дана сарадње, Визура поново враћа своје старо име али ће у лиги шампиона наступати под прошлосезонским именом Партизан Визура што се види и по подацима на званичном сајту европске одбојкашке федерације. На почетку сезоне 2014/15. одбраниле су суперкуп победом над Црвеном звездом од 3:0. Потом је коначно освојен и први трофеј националног купа убедљивим тријумфом над екипом обреновачког ТЕНТ-а од 3:0 у финалу. Круна сезоне је било освајање нове шампионске титуле након тријумфа над суботичким Спартаком у финалу плеј-офа и то са 3:1 у победама.

## Успеси
| Такмичење                | Такмичење                | Број                     | Година                                        |                          |                          |
| Национално првенство - 5 | Национално првенство - 5 | Национално првенство - 5 | Национално првенство - 5                      | Национално првенство - 5 | Национално првенство - 5 |
| ------------------------ | ------------------------ | ------------------------ | --------------------------------------------- | ------------------------ | ------------------------ |
| Првенство Србије         | Првак                    | 5                        | 2013/14., 2014/15, 2015/16, 2016/17, 2017/18. |                          |                          |
| Првенство Србије         | Други                    | 1                        | 2010/11.                                      |                          |                          |
| Национални куп - 2       |                          |                          |                                               |                          |                          |
| Куп Србије               | Победник                 | 2                        | 2014/15, 2015/16.                             |                          |                          |
| Куп Србије               | Финалиста                | 3                        | 2010/11, 2012/13, 2013/14.                    |                          |                          |
| Национални суперкуп - 5  |                          |                          |                                               |                          |                          |
| Суперкуп Србије          | Победник                 | 5                        | 2013, 2014, 2015, 2017, 2018.                 |                          |                          |
| Суперкуп Србије          | Финалиста                | 1                        | 2016.                                         |                          |                          |

## Познате играчице
- Тијана Бошковић
- Бианка Буша
- Сара Клисура
- Ана Лазаревић
- Ивана Луковић
- Слађана Мирковић
- Сара Лозо
- Маја Алексић
- Катарина Лазовић